# Góry Kropotkina
Góry Kropotkina (ros. Кропоткина Хребет) – góry w azjatyckiej części Rosji, w obwodzie irkuckim; jedno z pasm Wyżyny Patomskiej.
Leżą w południowo-zachodniej części Wyżyny Patomskiej, na północ od Bodajbo; długość pasma ok. 130 km; najwyższy szczyt 1649 m n.p.m.; zbudowane z prekambryjskich skał metamorficznych; spłaszczone wierzchołki; szerokie doliny rzek (dopływy Wielkiego Patomu, Czui i Witimu). W niższych partiach tajga sosnowo-modrzewiowa, w wyższych limba syberyjska i tundra górska.
Nazwane na cześć badacza tego rejonu, Piotra Kropotkina.